# Rybno (powiat Działdowski)
Rybno (Duits: Ribben) is een dorp in het Poolse woiwodschap Ermland-Mazurië, in het district Działdowski. De plaats maakt deel uit van de gemeente Rybno en telt 2558 inwoners.